# Mosholu Parkway (línea de la Avenida Jerome)
La  Mosholu Parkway una estación en la línea de la Avenida Jerome del Metro de Nueva York de la división A del Interborough Rapid Transit Company. La estación se encuentra localizada en Woodlawn en El Bronx entre Mosholu Parkway y la Avenida Jerome. La estación es servida en varios horarios por los trenes del Servicio .